# Leptotyphlops melanotermus
Leptotyphlops melanotermus este o specie de șerpi din genul Leptotyphlops, familia Leptotyphlopidae, descrisă de Edward Drinker Cope în anul 1862. Conform Catalogue of Life specia Leptotyphlops melanotermus nu are subspecii cunoscute.